# U-71 (1940)
U-71 – niemiecki okręt podwodny typu VII C z okresu II wojny światowej. Okręt wszedł do służby w 1940.

## Historia
Odbył 10 patroli bojowych, spędzając w morzu 366 dni. Zatopił 5 statków o łącznym tonażu 38.894  BRT. Przez pierwsze miesiące służby wykorzystywany do treningu nowej załogi w bazie w Kilonii. Od 1 czerwca 1940 w składzie 7. Flotylli U-bootów  bazował w Saint-Nazaire. Podczas 10 patrolu w dniu 17 kwietnia 1943 został staranowany przez U-631 odnosząc ciężkie uszkodzenia. Powrócił do Niemiec 5 maja 1943 roku. Przeniesiony do szkolenia. W dniu 27 lutego 1945 ze względu na zużycie mechanizmów i ogólny zły stan techniczny wycofany ze służby. Zatopiony 2 maja 1945 roku w Wilhelmshaven w ramach operacji Regenbogen.

## Przebieg służby
- 14.12.1940 – 31.05.1941 – 7. Flotylla U-bootów  w  Kilonii (szkolenie)
- 01.06.1940 – 31.05.1943 – 7. Flotylla U-bootów  w  Saint-Nazaire (okręt bojowy)
- 01.06.1943 – 30.06.1944 – 24. Flotylla U-bootów w  Kłajpedzie (okręt szkolny)
- 01.07.1944 – 01.02.1945 – 22. Flotylla U-bootów w Gdyni/Wilhelmshaven (okręt szkolny)
- 27.02.1945 – wycofany ze służby
- 03.05.1945 – zatopiony

Dowódcy:

14.12.1940 – 03.07.1942 – Korvettenkapitan (komandor podporucznik)  Walter Flachsenberg

03.07.1942 – 01.05.1943 – Oberleutnant zur See (porucznik marynarki) Harro Rodler von Roithberg

02.05.1943 – 30.06.1943 – brak dowódcy

01.07.1943 – ??.07.1943 – Leutnant zur See (podporucznik marynarki) Erich Krempl

??.07.1943 – ??.05.1944 – Oberleutnant zur See (porucznik marynarki) Uwe Christiansen

??.05.1944 – 07.06.1944 – Oberleutnant zur See (porucznik marynarki) Curt Hartmann

08.06.1944 – 27.02.1945 – Oberleutnant zur See (porucznik marynarki) Emil Ranzau